# عبد الله سعيد (لاعب كرة قدم)
عبد الله سعيد الظنحاني (مواليد 19 نوفمبر 2002، لاعب كرة قدم إماراتي يجيد اللعب كمدافع مع نادي دبا الفجيرة.

## مسيرة اللاعب
لعب في نادي العروبة ونادي دبا الفجيرة.